# Serie A2 d'Eccellenza
La Serie A2 d'Eccellenza è stata la seconda divisione del campionato italiano di pallacanestro femminile tra il 1994-1995 e il 1997-1998.
La riforma è stata pensata al termine della stagione 1992-1993 per sdoppiare la Serie A2 e renderla più competitiva, ma i risultati sono stati ottenuti solo parzialmente e la stessa riforma non è stata accolta bene dalle società; proprio per questo il progetto durò appena quattro anni.

## Albo d'oro
| Edizione  | Vincitore             | Altre promosse                     |
| 1994-1995 | Emmecia Costa Masnaga | Bees Pavia                         |
| 1995-1996 | Rescifina Messina     | Thiene                             |
| 1996-1997 | Vicenza               | CUS Chieti                         |
| 1997-1998 | Bk. Laghi Varese      | Pall. Femm. La Spezia e Ambra Bari |